# Вишневе (Макіївська сільська громада)
Вишне́ве — село в Україні, у Макіївській сільській громаді Ніжинського району Чернігівської області. Населення складає 45 осіб. До 2020 року орган місцевого самоврядування — Софіївська сільська рада.

## Історія
Село засноване 1927 року і перебувало в різний час у складі Новобасанського і Носівського районів.
12 червня 2020 року, відповідно до розпорядження Кабінету Міністрів України № 730-р «Про визначення адміністративних центрів та затвердження територій територіальних громад Чернігівської області», Софіївська сільська рада увійшла до складу Макіївської сільської громади.
19 липня 2020 року, в результаті адміністративно-територіальної реформи та ліквідації Носівського району, село увійшло до складу нововутвореного Ніжинського району.